# Daniel Haecks
Daniel Haecks (* 1706 in Lübeck; † 19. September 1778 ebenda) war ein deutscher Jurist und Bürgermeister der Hansestadt Lübeck.

## Leben
Der Sohn eines Kaufmanns studierte 1723–26 Rechtswissenschaften an den Universitäten Altdorf und Leipzig. 1726/27 erwarb er erste Praxis beim Reichskammergericht und promovierte 1727 an der Universität Utrecht. Nach einer Rundreise durch die Niederlande ließ er sich als Advokat in seiner Heimatstadt nieder, wo er 1735 das Haus Dr.-Julius-Leber-Straße 32 erwarb und umbaute. Aus der Zeit dieses Umbaus stammt die bekannte Dielensäule mit ihrem reichgeschnitzten Sattelholz, das eine Bacchusfigur zeigt, die noch dem Barock zuzuordnen ist. Er heiratete 1741 die Tochter des Advokaten Dr. iur. Heinrich Krohn und wurde 1744 in den Rat der Stadt gewählt. Als Ratsherr war er 1744 gemeinsam mit den Ratsherrn Philipp Caspar Lamprecht und Johann Friedrich Carstens als Gesandter der Stadt in Hannover am Vergleich über die Beilegung des Streits über die Möllner Pertinenzien beteiligt. 1746 vertrat er die Stadt als Gesandter am Gottorfer Hof in Schleswig bei dem dänischen Statthalter Friedrich Ernst von Brandenburg-Kulmbach. Er schloss noch drei weitere Ehen. 1757 wurde er im Rat zu einem der Bürgermeister gewählt. Während des Siebenjährigen Krieges trug er (gemeinsam mit dem Stadtkommandanten Egmont von Chasôt) insbesondere im Jahr 1762 „treue Sorge für die Sicherheit der Stadt.“